# 免疫チェックポイント阻害剤
免疫チェックポイント阻害剤（めんえきチェックポイントそがいざい、immune checkpoint blockade / immune checkpoint inhibitor:ICI）は、T細胞の活性を抑制するシステム（後述する「免疫チェックポイントシステム」）に対する阻害剤である。新世代がん治療法で日本人による開発。免疫を抑えるためのチェックポイント（チェック機構）を担う分子を標的とするところからそう呼ばれる。初めて臨床に使われた薬剤名はイピリムマブ（欧米での商品名は「Yervoy」）。

## 用語
用語として「免疫チェックポイント分子」または「免疫チェックポイント」とは、現状の2010年代では、まずT細胞およびT細胞と結合する細胞が膜表面などにもつ分子で、さらに、免疫抑制機能をもつ（レセプター的な）分子のことである。
なおT細胞の免疫抑制のシステムについて、明記したい場合に、「免疫チェックポイントシステム」というふうに明記する場合もある。
後述のレセプター PD-1やCTLA-4 のように、そのレセプターが刺激されることで、免疫など何らかの機能が抑制される種類のレセプターを抑制性レセプターという。

## 概要
T細胞は、その生物個体自身の細胞に攻撃をしないように、「免疫チェックポイント」と呼ばれる、発現すると免疫が抑制される機構をT細胞表面にもつが（免疫チェックポイントの仕組みについては後述する）、しかしこの機構では、がん細胞を見分けることができず、がん細胞を仲間と誤認してしまう。なお、2018年の現時点で一般に免疫チェックポイント阻害剤の「免疫チェックポイント」とされる分子（仮に一般細胞/T細胞 の書式として PD-L1/PD-1 や CD80/CTLA-4など）は、MHCとは別の分子である。MHCも細胞表面にあるが、MHCとは別に PD-L1/PD-1 や CD80/CTLA-4 は、細胞表面に存在している。カドヘリン分子/KLRG1分子とも、一般に免疫チェックポイント分子とされるPD-L1/PD-1 や CD80/CTLA-4は別の分子である。（なお、本章で用いた 一般細胞/T細胞 の書式は、一般的な書式ではないので、第三者への説明で用いる際には注意のこと。）

## 作用機序

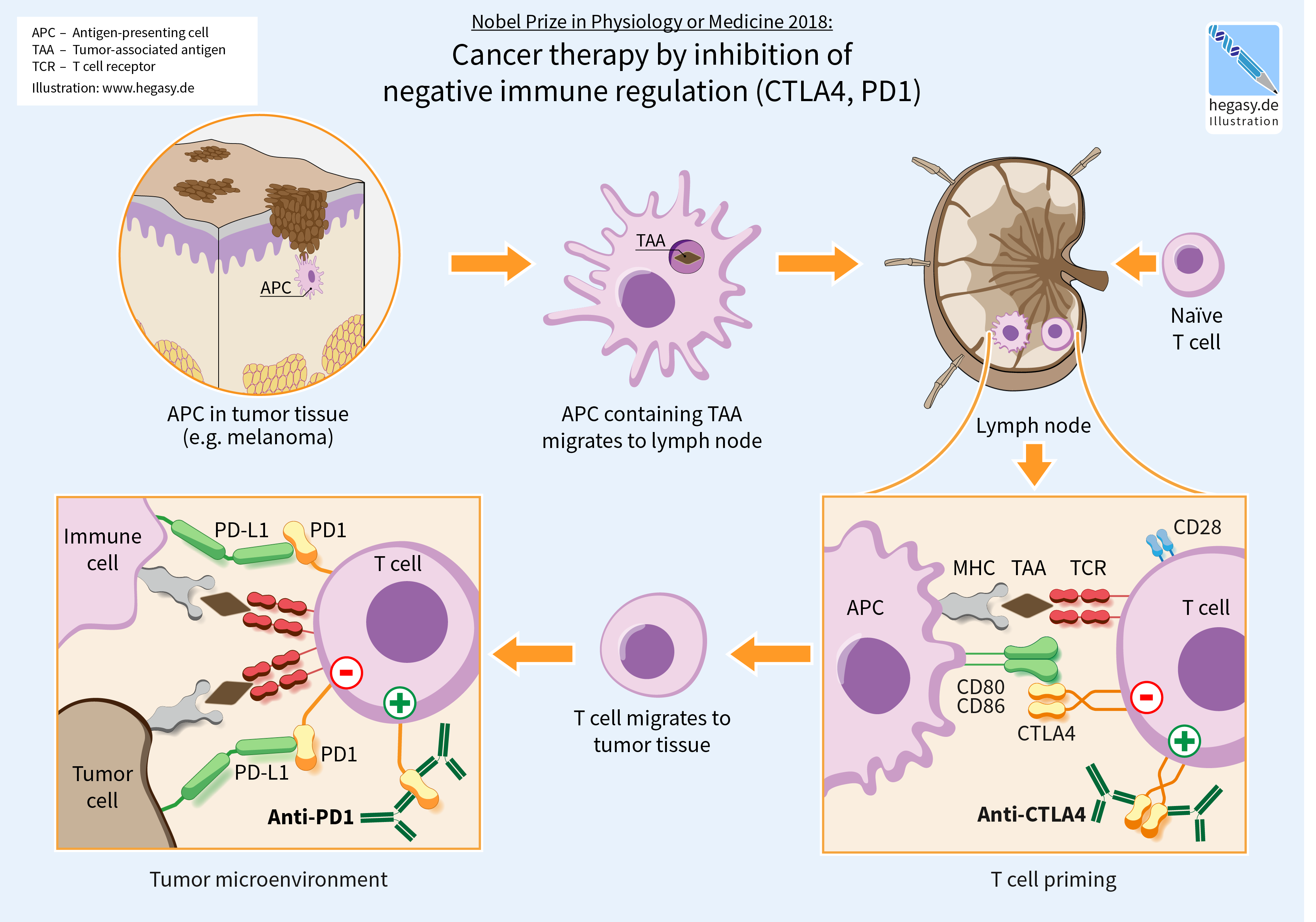
免疫チェックポイント阻害療法（CTLA4、PD-1）

少なくとも人間など脊椎動物のT細胞には、その生命個体自身の（T細胞以外の）細胞を攻撃しないように、自己の細胞の因子が結合できる部分がT細胞には幾つか存在しており、まるで鍵と鍵穴のような関係になっている。このように自己の細胞だけが結合できる部分のT細胞側の鍵穴側の因子として、人間の場合、T細胞のPD-1、CTLA-4,LAG-3,Tim-3,KLRG1 などが知られている。
いっぽう、鍵側の一般細胞にはPD-L1、CD80、MHC、Eカドヘリンなどの因子があり、例えばPD-1にPD-L1が結合するなどのように、T細胞の鍵穴側の分子と結合することにより、一般細胞はT細胞からの攻撃を結果的に免れており、このような機構が免疫チェックポイントである。つまり、T細胞が接触している相手の細胞が、仲間かどうかを確認する機構である。
しかし、がん細胞もまた自己由来の細胞であること等から、PD-L1などの分子を持ってしまっているので、がん細胞は、この仕組みを悪用し、がん細胞のもつ鍵側の因子（PD-L1など）もまたT細胞に結合することにより、がん細胞は免疫細胞の攻撃をまぬがれてしまっている。
免疫チェックポイント阻害剤は、免疫チェックポイントのスイッチとなる分子どうしの、結合をなんらかの方法で妨害してしまうことにより、がん細胞の因子などがT細胞の鍵穴に結合できなくすることで、免疫細胞にがん細胞などを含め、多くの細胞を見境い無く攻撃させるように変質させる医薬品である。このため、副作用として、正常な一般細胞のもつPD-L1などもまたT細胞のPD-1に結合できなくなるため、自己免疫疾患などが発生するリスクもあるとされている。
免疫チェックポイントは過剰な免疫反応を抑制し、自己免疫疾患等の発生を抑える働きがある。この機構に関わる免疫チェックポイントタンパク質としては、樹状細胞等の抗原提示細胞の受容体 CD80/86 に応答する CTLA-4、腫瘍細胞表面の PD-L1 リガンドに応答する PD-1 等が知られている。いずれのタンパク質も、T細胞の細胞膜表面に存在する。これらのタンパク質に対する阻害抗体が免疫チェックポイント阻害剤である。このような免疫チェックポイント阻害剤を投与することにより、T細胞の免疫抑制が解除され、抗腫瘍免疫応答が増強される。

## 副作用
ニボルマブが実用化されたときは、免疫チェックポイント阻害薬は人体のもつ免疫機能を強化するだけであり、従来の抗がん剤による化学療法よりも副作用は小さい、あるいは少ないと考えられていた。実際に副作用自体は少ないが、一方でこれまでの化学療法ではみられなかった症状を呈する患者がいると報告されるようになった。たとえば急性1型糖尿病や重度の皮膚症状、中毒性表皮壊死融解症（Toxic Epidermal Necrolysis：TEN）、皮膚粘膜眼症候群（Stevens-Johnson症候群：SJS）である。これらは免疫関連有害事象(immune-related Adverse Events: irAE)と呼ばれ、免疫チェックポイント阻害薬使用時の注意事項とされている。なお、有害事象ではなく副作用として、免疫関連副作用（immune-related Adverse Effect）とする研究者もいる。
irAEの作用機序としては、免疫チェックポイント阻害薬によって、免疫系の抑制作用が減ったことにより、患者の組織細胞に対して自己免疫疾患作用が生じていると考えられている。irAEとして報告されているのは皮膚、神経系、心臓、肺臓、肝臓、内分泌器官、消化管など全身に及び、irAEが発症したときは必要に応じて、ステロイドあるいはインフリキシマブなどの免疫抑制剤の投与、免疫チェックポイント阻害薬の休薬をする必要がある。

## 種類
2023年3月現在、日本で承認されている免疫チェックポイント阻害薬は以下の物がある。各薬剤とも、承認を得たのち随時適応拡大されている。

### 抗CTLA-4抗体
- イピリムマブ：IgG1κ - 「ヤーボイ」（ブリストル・マイヤーズ スクイブ、2015年8月、悪性黒色腫）
- トレメリムマブ（英語版）：IgG2 - 「イジュド」（アストラゼネカ、2022年12月、デュルバルマブおよび化学療法との併用にて非小細胞肺がん[25mg]、デュルバルマブとの併用にて肝細胞がん[25mg, 300mg]）[9]

### 抗PD-1抗体
- ニボルマブ：IgG4 - 「オプジーボ」（小野薬品工業、2014年7月、悪性黒色腫）
- ペムブロリズマブ：IgG4κ - 「キイトルーダ」（米メルク、2016年9月、悪性黒色腫）
- セミプリマブ（英語版）：IgG4 - 「リブタヨ」（サノフィ、2022年12月、子宮頸がん2次治療）[10]

### 抗PD-L1抗体
- アベルマブ：IgG1 - 「バベンチオ」（メルクセローノ、2017年9月、メルケル細胞がん)
- アテゾリズマブ：IgG1κ - 「テセントリク」（ジェネンテック・中外製薬、2018年1月、非小細胞肺がん2次治療）
- デュルバルマブ：IgG1κ - 「イミフィンジ」（アストラゼネカ、2018年8月、ステージ3非小細胞肺がん）